# Xã McGinnis, Quận McLean, Bắc Dakota
Xã McGinnis (tiếng Anh: McGinnis Township) là một xã thuộc quận McLean, tiểu bang Bắc Dakota, Hoa Kỳ. Năm 2010, dân số của xã này là 58 người.